# National Hockey League 1917-1918
La stagione 1917-1918 è stata la 1ª stagione della National Hockey League (NHL). La lega professionistica si era venuta a creare dopo la fine delle operazioni della National Hockey Association (NHA). Dopo i dissapori venutisi a creare con il proprietario dei Toronto Blueshirts, Eddie Livingstone, gli altri proprietari delle squadre di NHA avevano deciso di costituire la NHL come risposta al fatto che lo statuto della NHA non gli consentiva di escludere Livingstone dall'organizzazione del campionato. Le prime squadre a passare nel nuovo campionato sono stati i Montreal Canadiens, i Montreal Wanderers e gli Ottawa Senators. In sostituzione della squadra di Livingstone venne creata una squadra ex-novo, denominata Toronto Hockey Club, non fornita di alcun logo e denominazione ufficiale. I Quebec Bulldogs, al contrario, non si unirono al nuovo campionato, cessando completamente le loro attività.
Statuto della NHL e regolamento di gioco furono praticamente ricalcati sulla scorta di quelli esistenti nella NHA. La disputa del campionato avvenne in due fasi, la prima delle quali si tenne dal 19 dicembre 1917 al 4 febbraio 1918, mentre la seconda iniziò il 6 febbraio 1918 e si concluse il 6 marzo 1918. Ad aggiudicarsi la prima parte del campionato furono i Montreal Canadiens, mentre il Toronto Hockey Club vinse la seconda parte. Nel gennaio 1918 i Montreal Wanderers si ritirarono dal campionato dopo che il loro impianto casalingo, la Westmount Arena, venne colpito da un incendio che ne provocò la sua completa distruzione. La prima edizione dei playoff NHL vennero vinti dal Toronto Hockey Club, che poi passò a disputare le Stanley Cup Finals, dove sfidò e riuscì a battere i Vancouver Millionaires della PCHA in 5 gare.

## Squadre partecipanti
| Club                | Stagione | Conference | Division | Impianto                       | Città         |
| ------------------- | -------- | ---------- | -------- | ------------------------------ | ------------- |
| Montreal Canadiens  | dettagli | —          | —        | Westmount Arena / Jubilee Rink | Montreal (QB) |
| Montreal Wanderers  | dettagli | —          | —        | Westmount Arena                | Montreal (QB) |
| Ottawa Senators     | dettagli | —          | —        | The Arena                      | Ottawa (ON)   |
| Toronto Hockey Club | dettagli | —          | —        | Arena Gardens                  | Toronto (ON)  |

## Stagione

### La nascita della lega
Nel novembre 1917, con l'intenzione di interrompere i loro rapporti con il presidente della squadra di Toronto della NHA, Eddie Livingstone, gli altri presidenti della NHA decidono di sospendere le operazioni della lega e di costituirne una nuova, la NHL, senza la partecipazione di Livingstone.
Tra le squadre fuoruscite dalla NHA vi erano anche i Quebec Bulldogs, che però avevano avuto diversi problemi ad acquisire nuovi giocatori per sostituire coloro che erano partiti arruolati nell'esercito canadese in occasione del primo conflitto mondiale sul fronte europeo. La dirigenza dei Bulldgos cercò di unire le proprie forze con quelle di un'altra squadra locale, i Sons of Ireland, ma i giocatori di quest'ultima compagine si rifiutarono di diventare professionisti. I Bulldogs cercarono in tutti i modi di formare una squadra, ma divenne presto molto chiaro agli altri proprietari che gli sforzi per costruire una squadra in grado di competere nel primo campionato della neonata NHL sarebbero stati vani.
Il 19 ottobre 1917 si tiene una riunione dei presidenti della NHA alla quale non prende parte Livingstone, che invia al suo posto Eddie Barclay, un suo avvocato. Quest'ultimo informa il Board of Directors che la squadra di Livingstone non avrebbe disputato il campionato NHA 1917-1918 data la difficoltà di disputare un campionato a 5 squadre, nonché a causa dell'assenza di diversi giocatori arruolati. Successivamente, lo stesso Livingstone annunciò di voler organizzare un tour internazionale con diversi giocatori del campionato NHA.
Il successivo 9 novembre 1917 viene resa pubblica la notizia della cessione della squadra di Toronto della NHA a Charles Querrie (della Toronto Arena Corporation). Il presidente della NHA Robertson e il segregario della lega, Frank Calder, denunciarono il fatto come una vendita fittizia e che la lega non avrebbe permesso queste manovre. La vendita non si venne mai a concretizzare.
Il giorno successivo, il 10 novembre, si tiene il meeting annuale dei presidenti delle squadre di NHA, presieduta da Calder e a cui partecipano Martin Rosenthal ed E.P. Dey per gli Ottawa Senators, Sam Lichtenhein per i Montreal Wanderers, George Kennedy per i Montreal Canadiens, M.J. Quinn e Charles Fremont per i Quebec Bulldogs. Alla riunione Eddie Livingstone viene rappresentato da J.F. Boland, il quale dichiara che se la NHA avrebbe continuato le sue operazioni, la franchigia di Livingstone avrebbe avuto il diritto di essere un membro a pieno titolo. La NHA vota infine per la sospensione della lega, con l'intenzione di riunirsi a distanza di un anno. Dopo la riunione trapela sul The Globe la volontà di voler costituire un nuovo campionato con 4 squadre: una squadra da Toronto, una da Ottawa e due da Montreal. Boland ribadisce la volontà di voler far partecipare la propria compagine di Toronto al nuovo campionato, offrendo la disponibilità dell'Arena Gardens e di prestare i propri giocatori alle compagini del nuovo campionato.
A tutto ciò crescono i dubbi sulla futura partecipazione dei Quebec Bulldogs e su quale sarebbe stata l'organizzazione del nuovo campionato. Emerge l'ipotesi di denominare la nuova lega National Professional Hockey League e che, nel caso in cui la franchigia dei Bulldogs non riesca a partecipare, in sua sostituzione sarebbe stata costituito una squadra temporanea a Toronto con giocatori in prestito dalla franchigia di NHA della stessa città. I rappresentanti delle squadre di Ottawa, Quebec e Montreal si riuniscono il 22 novembre 1917 e decidono di rinviare ogni decisione definitiva ad una successiva riunione.
La decisione definitiva viene presa il 26 novembre 1917. I rappresentanti delle squadre di Ottawa, Quebec e Montreal della NHA si riuniscono presso il Windsor Hotel di Montreal e decidono ufficialmente di creare una nuova lega, denominata National Hockey League. Lo statuto e il regolamento di gioco viene ripreso nel suo complesso da quello adottato dalla NHA, incluso il formato che prevede la disputa di un campionato diviso in due parti, i cui rispettivi vincitori disputano la finale del campionato. Frank Calder viene eletto presidente e segretario della neonata lega, M.J. Quinn viene nominato presidente onorario, le squadre di Ottawa, Montreal Canadiens e Montreal Wanderers ricevono il diritto di franchigia e i giocatori dei Quebec Bulldogs vengono distribuiti alle altre squadre partecipanti.
Inoltre viene costituita una franchigia "temporanea" a Toronto, che disputa le proprie gare presso l'Arena Gardens in attesa che la situazione societaria della squadra di Toronto si risolva. La nuova franchigia utilizza la denominazione temporanea di Toronto Hockey Club e arruola i giocatori dei Toronto Blueshirts, inclusi coloro che nel frattempo erano stati ceduti ad altre squadre della NHA nella seconda parte del campionato NHA 1916-1917. Da un lato Livingstone accetta il "prestito" della propria franchigia, ma dall'altro pretende una quota dei guadagni derivanti dalle prestazioni dei propri giocatori. La situazione sfocerà poi in una successiva causa tra Livingstone e la NHL nel 1918.

### Ildispersal draftdei Quebec Bulldogs
I proprietari dei Quebec Bulldogs avrebbero preteso 200 dollari per ogni giocatore selezionato dalle altre franchigie della NHL, ma su ciò manca una sicura documentazione. I Montreal Wanderers selezionano 4 giocatori, lasciandosi però sfuggire Joe Malone, che viene scelto dai Montreal Canadiens insieme a Joe Hall. Anche Odie Cleghorn e Sprague Cleghorn si uniscono ai Wanderers, tuttavia Sprague si procura una frattura ad una gamba, mentre Odie ottiene una sospensione dal servizio militare ma a condizione che non disputi alcuna partita in questa stagione. Non potendo utilizzare entrambi, il proprietario dei Wanderers, Sam Lichtnenhein minaccia di uscire subito dal campionato a meno che abbia a sua disposizione tutti i giocatori dei defunti Bulldogs. Dopo le resistenze degli rappresentanti delle altre squadre (George Kennedy, dei Montreal Canadiens, sottolinea che i Wanderers avrebbero potuto prendere Joe Malone), i Wanderers tornano sui propri passi e accettano il risultato del draft.

### Cambiamenti regolamentari
Il 9 gennaio 1918 la NHL approva la modifica al regolamento che consente ai portieri di buttarsi a terra sul ghiaccio allo scopo di parare. Si tratta della prima modifica regolamentare della storia della NHL. La modifica viene approvata per consentire questa tattica adottata per la prima volta dal goalie degli Ottawa Senators, Clint Benedict.

### La stagione
Le squadre della neonata NHL affrontano sul mercato dei giocatori la competizione durissima della rivale Pacific Coast Hockey League (PCHA) e, a complicare ancora più la situazione, c'è la guerra in Europa, che porta molti giocatori obbligatoriamente sotto le armi.

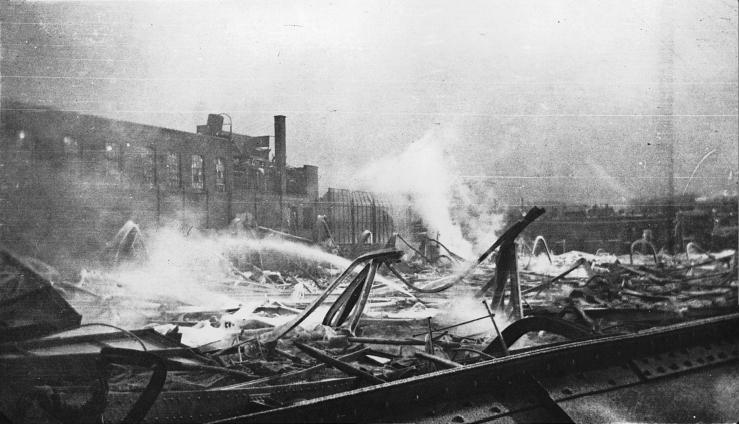
Le rovine della Westmount Arena dopo l'incendio del 2 gennaio 1918.

La situazione dei Montreal Wanderers si fa complicata fin da subito. Nonostante vincano la loro prima partita in casa, alla Westmount Arena arrivano soltanto 700 spettatori paganti. I Wanderers, quindi, perdono le successive 3 partite e il proprietario della squadra, Sam Lichtnenhein, minaccia di ritirarsi dal campionato se la lega non gli consente di acquisire altri giocatori. Nonostante avessero avuto la possibilità di scegliere al dispersal draft Joe Malone, Lichtnenhein decide di rivolgersi al mercato giocatori della PCHA e, in cambio di lasciarsi sfuggire Gordon Roberts, decide di firmare il goalie Hap Holmes. Holmes viene subito offerto al Toronto Hockey Team per ottenere Reg Noble. La squadra di Toronto non accetta lo scambio, tuttavia rimane aperta ad acquisire Holmes. Nel frattempo, i Wanderers ottengono l'assenso per firmare giocatori del calibro di Frank Foyston, Jack Walker ed altri. Quindi i Wanderers cedono in prestito Holmes ai Seattle Metropolitans (PCHA); tuttavia, il giocatore ritorna in NHL dopo che i Metropolitans lo rigirano in prestito alla squadra di Toronto.
Per risolvere la questione viene pianificata una riunione del Board of Directors, ma il 2 gennaio 1918 il problema passa in secondo piano quando la Westmount Arena viene colpita da un gravissimo incendio che la distrugge completamente, lasciando senza "casa" sia i Wanderers che i Montreal Canadiens. Questi ultimi si trasferiscono presso la Jubilee Arena, con una capienza di 3250 posti. Ai Wanderers viene offerto il rink di Hamilton, ma Lichtenhein per tutta risposta decide di scogliere la squadra il 4 gennaio 1918, dopo aver ricevuto il rifiuto di firmare altri giocatori da parte delle altre squadre. A disputare la stagione rimangono in competizione soltanto 3 squadre.
L'ultimo giocatore a rimanere in attività di questa stagione inaugurale è stato Reg Noble, che si è ritirato dopo i playoff del 1933.
Le prime due partite della stagione, quindi della storia della NHL, hanno avuto luogo a Ottawa e Montreal nella serata del 19 dicembre 1917. A Ottawa, i Montreal Canadiens battono in trasferta gli Ottawa Senators con il punteggio di 7-4 (con Joe Malone che segna 5 delle 7 reti dei Canadiens). A Montreal, il Toronto Hockey Club perde fuori casa contro i Montreal Wanderers con il punteggio di 10-9 (con Harry Hyland che segna 5 delle 10 reti segnate dai Wanderers), che rimane l'unica vittoria nella storia dei Wanderers in NHL. La vittoria dei Wanderers arriva tuttavia di fronte ad appena 700 spettatori. Non si ha certezza assoluta su quale sia stata tra le due partite la gara che sia cominciata per prima. Tutto fa pensare che sia stata quella di Montreal, tra Wanderers e il Toronto Hockey Club, programmata alle 20.15 (mentre quella di Ottawa era programmata per le 20.30). Allo stesso modo, non si ha certezza di chi sia la prima rete segnata nella storia della NHL. Nella gara di Montreal, Dave Ritchie ha segnato il momentaneo vantaggio dei Wanderers al 1° minuto di gioco, mentre nella partita di Ottawa la prima rete di Joe Malone è registrata nel referto al 6° minuto. In occasione del 100° anniversario di questo evento, gli Ottawa Senators e i Montreal Canadiens hanno disputato il NHL 100 Classic in esterna.
Il 28 gennaio 1918, nella gara tra il Toronto Hockey Club e i Canadiens, Alf Skinner e Joe Hall hanno avuto un duro confronto al termine del quale sono stati momentaneamente espulsi, per poi subire una multa di 15 dollari ognuno per poi essere addirittura tratti in arresto dalla polizia di Toronto per cattiva condotta. Per questo fatto i due giocatori hanno ricevuto una condanna, poi sospesa.
Un fatto curioso è avvenuto nel febbraio 1918, quando Ken Randall (giocatore del Toronto Hockey Club), squalificato dopo non aver pagato una multa di 35 dollari, si è presentato nella sede della lega pagando 32 dollari in carta moneta e 300 pennies in moneta. Dopo il rifiuto di ricevere questo pagamento da parte della NHL, Randall si è presentato sul rink prima di una partita contro gli Ottawa Senators e, in segno di protesta, ha gettato sul ghiaccio un gran numero di monete, sparse per tutto il rink da parte di un giocatore dei Senators. L'inizio della gara è stata temporaneamente rinviato per recuperare tutte le monete sul ghiaccio.

## Formato
Il regolamento del campionato prevedeva la divisione in due parti della regular season, al termine delle quali è stata stilata una classifica in base ai risultati ottenuti da ogni squadra. Le due squadre vincitrici delle due parti hanno quindi disputato la finale del campionato, disputata in due gare considerando il totale delle reti segnate.

## Regular season
La regular season è stata divisa in due parti. La First half si è disputata tra il 19 dicembre 1917 e il 4 febbraio 1918, mentre la Second half tra il 6 febbraio 1918 e il 6 marzo 1918.

## Classifiche

### First half
| Pos | Squadra                | G  | V  | S | N | GF | GS | DR  | Punti |
| --- | ---------------------- | -- | -- | - | - | -- | -- | --- | ----- |
| 1.  | Montreal Canadiens     | 14 | 10 | 4 | 0 | 81 | 47 | +34 | 20    |
| 2.  | Toronto Hockey Club    | 14 | 8  | 6 | 0 | 71 | 75 | -4  | 16    |
| 3.  | Ottawa Senators        | 14 | 5  | 9 | 0 | 67 | 79 | -12 | 10    |
| 4.  | Montreal Wanderers (r) | 6  | 1  | 5 | 0 | 17 | 35 | -18 | 2     |

Fonte: Hockey Reference

Legenda
      Squadra qualificata alle Championship Finals.
      Squadra ritiratasi dal campionato.
Note

(r) — I Montreal Wanderers hanno rinunciato a disputare le gare del 2 gennaio e del 5 gennaio 1918, rispettivamente contro i Canadiens e il Toronto HC, a causa della distruzione del loro impianto casalingo. Le due gare risultano come 2 sconfitte a carico dei Wanderers (e 1 vittoria a testa a vantaggio delle rispettive avversarie) ma non sono mai state disputate.

### Second half
| Pos | Squadra             | G | V | S | N | GF | GS | DR | Punti |
| --- | ------------------- | - | - | - | - | -- | -- | -- | ----- |
| 1.  | Toronto Hockey Club | 8 | 5 | 3 | 0 | 37 | 34 | +3 | 10    |
| 2.  | Ottawa Senators     | 8 | 4 | 4 | 0 | 35 | 35 | 0  | 8     |
| 3.  | Montreal Canadiens  | 8 | 3 | 5 | 0 | 34 | 37 | -3 | 6     |

Fonte: Hockey Reference

Legenda
      Squadra qualificata alle Championship Finals.
Note

(r) — I Montreal Wanderers hanno rinunciato a disputare le gare del 2 gennaio e del 5 gennaio 1918, rispettivamente contro i Canadiens e il Toronto HC, a causa della distruzione del loro impianto casalingo. Le due gare risultano come 2 sconfitte a carico dei Wanderers (e 1 vittoria a testa a vantaggio delle rispettive avversarie) ma non sono mai state disputate.

## Playoff

### Championship Finals

#### Riepilogo serie
| Squadra 1          | Totale | Squadra 2           | Andata | Ritorno |
| ------------------ | ------ | ------------------- | ------ | ------- |
| Montreal Canadiens | 7–10   | Toronto Hockey Club | 3–7    | 4–3     |

## Stanley Cup Finals
Le Stanley Cup Finals 1918 hanno visto il Toronto Hockey Club, campione della NHL, sfidare i Vancouver Millionaires, vincitori del campionato PCHA 1917-1918. La serie, al meglio delle 5 gare, ha visto alternativamente applicarsi le regole della NHL (con 6 uomini sul ghiaccio) e della PCHA (con 7 uomini). Il Toronto HC ha vinto le 3 gare con le regole NHL, mentre i Millionaires hanno vinto le restanti 2 partite con le regole PCHA. Nonostante la prestazione straordinaria di Mickey MacKay in Gara 5 per i Millionaires, la squadra di Toronto ha vinto grazie alla rete decisiva di Corbett Denneny, che ha regalato al Toronto HC la conquista della Stanley Cup.
| Squadra 1           | Totale | Squadra 2              | Gara 1 | Gara 2 | Gara 3 | Gara 4 | Gara 5 |
| ------------------- | ------ | ---------------------- | ------ | ------ | ------ | ------ | ------ |
| Toronto Hockey Club | 3–2    | Vancouver Millionaires | 5–3    | 4–6    | 6–3    | 1–8    | 2–1    |

## Statistiche
Fonte: NHL

### Statistiche individuali

#### Regular season

##### Skaters
| Pos | Giocatore       | Squadra             | GP | G  | A  | PIM | P  |
| --- | --------------- | ------------------- | -- | -- | -- | --- | -- |
| 1.  | Joe Malone      | Montreal Canadiens  | 20 | 44 | 4  | 30  | 48 |
| 2.  | Cy Denneny      | Ottawa Senators     | 20 | 36 | 10 | 80  | 46 |
| 3.  | Reg Noble       | Toronto Hockey Club | 20 | 30 | 10 | 35  | 40 |
| 4.  | Newsy Lalonde   | Montreal Canadiens  | 14 | 23 | 7  | 51  | 30 |
| 5.  | Corbett Denneny | Toronto Hockey Club | 21 | 20 | 9  | 14  | 29 |
| 6.  | Harry Cameron   | Toronto Hockey Club | 21 | 17 | 10 | 28  | 27 |
| 7.  | Didier Pitre    | Montreal Canadiens  | 20 | 17 | 6  | 29  | 23 |
| 8.  | Eddie Gerard    | Ottawa Senators     | 20 | 13 | 7  | 26  | 20 |
| 9.  | Jack Darragh    | Ottawa Senators     | 18 | 14 | 5  | 26  | 19 |
| 10. | Frank Nighbor   | Ottawa Senators     | 10 | 11 | 8  | 6   | 19 |

##### Goaltenders
| Pos | Giocatore      | Squadra             | GP | Mins | W  | L  | T | GA  | SO | GAA  |
| --- | -------------- | ------------------- | -- | ---- | -- | -- | - | --- | -- | ---- |
| 1.  | Georges Vezina | Montreal Canadiens  | 21 | 1282 | 12 | 9  | 0 | 84  | 1  | 3.93 |
| 2.  | Harry Holmes   | Toronto Hockey Club | 16 | 965  | 9  | 7  | 0 | 76  | 0  | 4.73 |
| 3.  | Clint Benedict | Ottawa Senators     | 22 | 1337 | 9  | 13 | 0 | 114 | 1  | 5.12 |
| 4.  | Art Brooks     | Toronto Hockey Club | 4  | 220  | 2  | 2  | 0 | 23  | 0  | 6.27 |
| 5.  | Sammy Hebert   | Toronto Hockey Club | 2  | 80   | 1  | 0  | 0 | 10  | 0  | 7.50 |

#### Playoff

##### Skaters
| Pos | Giocatore     | Squadra             | GP | G | A | P  |
| --- | ------------- | ------------------- | -- | - | - | -- |
| 1.  | Alf Skinner   | Toronto Hockey Club | 7  | 8 | 3 | 11 |
| 2.  | Newsy Lalonde | Montreal Canadiens  | 2  | 4 | 2 | 6  |
| 3.  | Sammy Hebert  | Toronto Hockey Club | 7  | 4 | 0 | 4  |
| 4.  | Harry Meeking | Toronto Hockey Club | 7  | 4 | 0 | 4  |
| 5.  | Reg Noble     | Toronto Hockey Club | 7  | 3 | 0 | 3  |

## NHL Awards
- Campione NHL – Toronto Hockey Club

La O'Brien Cup, ancora considerata nel 1918 il trofeo destinato alla squadra campione della NHA, non è stato assegnato nel 1918. Il trofeo rimase nelle cure dei Montreal Canadiens, che l'avevano conquistato nel 1917, fino alla morte del loro proprietario, George Kennedy, nel 1921. In quell'anno la NHL concluse un accordo per riutilizzare il trofeo. Nella Hockey Hall of Fame, il Toronto HC viene indicato come vincitore del trofeo per la stagione 1917-1918.

## Allenatori
- Montreal Canadiens: Newsy Lalonde
- Montreal Wanderers: Art Ross
- Ottawa Senators: Eddie Gerard
- Toronto Hockey Club: Dick Carroll

## Debutti
La seguente lista racchiude giocatori degni di nota che hanno esordito nella stagione 1917-1918 (indicati con la squadra in cui hanno esordito, senza includere giocatori che avevano già esordito in NHA):
- Jack Adams (Toronto Hockey Club)

Dei giocatori che hanno esordito in questa stagione, Reg Noble è stato il giocatore ad aver avuto la carriera più longeva, ritiratosi dopo la stagione 1932-1933.

## Ultime partite
La seguente lista racchiude giocatori degni di nota che hanno disputato la loro ultima partita in NHL nella stagione 1917-1918
- Jack Laviolette (Montreal Canadiens)
- Art Ross (Montreal Wanderers)
- Harry Hyland (Ottawa Senators)